# Lakisz

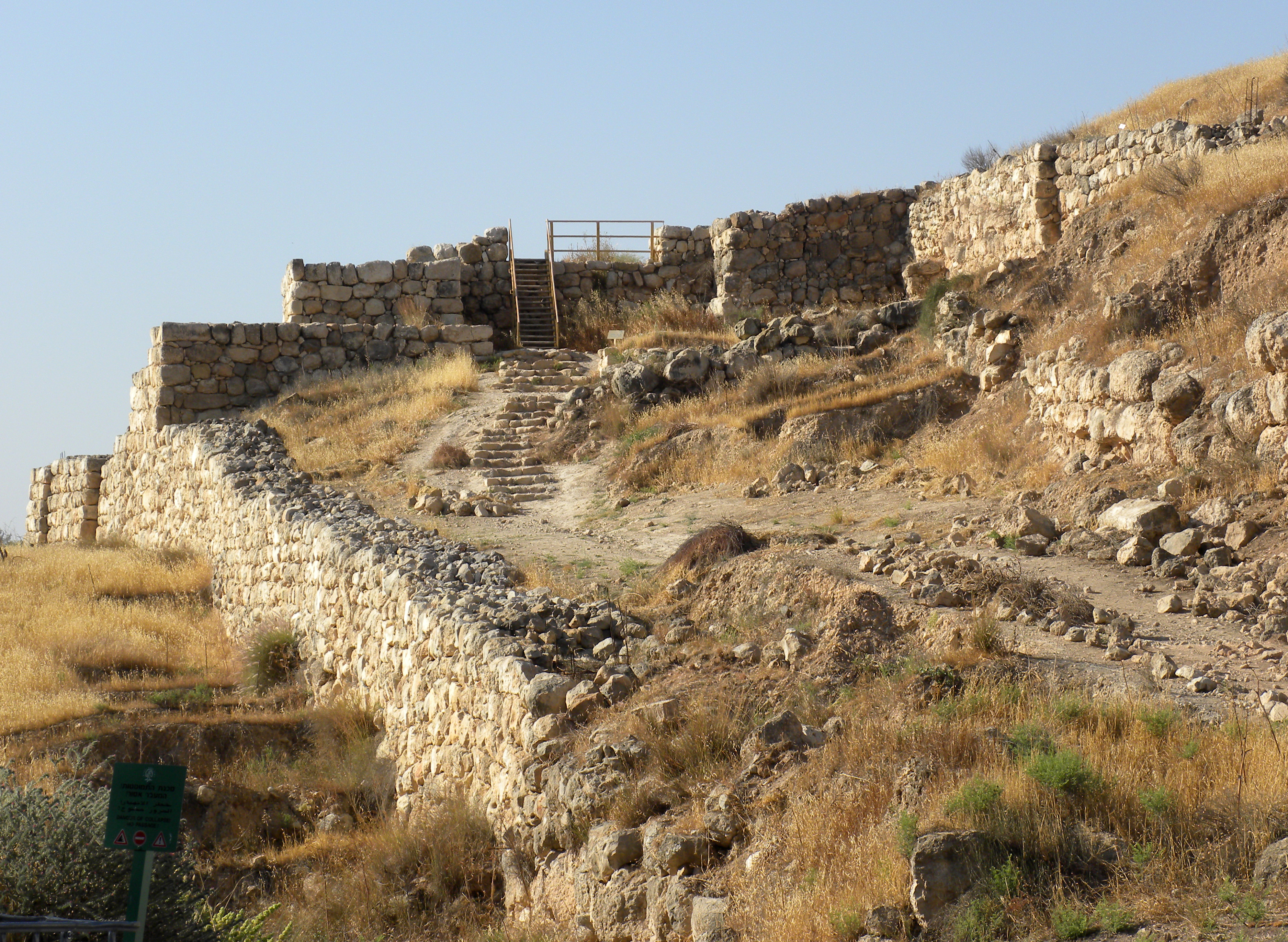
Lakisz – główna brama

Lakisz lub Lachisz (współczesne Tell ed-Duweir lub Tel Lachisz) – starożytne miasto  kananejskie, leżące na równinie Szefela w południowo-zachodnim Izraelu, 40 km. od Jerozolimy. Wzmiankowane w korespondencji amarneńskiej (jako Lakiša) i Biblii (Księga Jozuego). Zdobyte przez Izraelitów pod wodzą Jozuego było jednym z miast plemienia Judy. Obecnie na terenie ruin istnieje izraelski Park Narodowy.

## Historia
Miasto zamieszkane było już na przełomie wczesnej i środkowej epoki brązu (przełom III i II tysiąclecia p.n.e.), na co wskazuje znaleziona ceramika. Korespondencja z Amarny podaje nazwiska dwóch władców miasta sprzed podboju Kanaanu przez Izraelitów: Zimredda oraz Šiptibalu. W listach tych władcy Lakisz (wraz z książętami innych miast kananejskich) zwracają się do faraona z prośbą o wsparcie w walce z bandami Habiru. W połowie XIII w. p.n.e. miasto zostało zrujnowane, co przypisywane jest agresji Ludów Morza.
Według Biblii miasto zostało zdobyte przez Jozuego (Joz 10,31-32). W X w. p.n.e. dostrzega się w Lakisz wpływy kultury izraelskiej. Miasto miało być przebudowane za czasów syna Salomona, Roboama, który z tego miasta uczynił twierdzę w celu obrony przed najazdami Filistynów i Egipcjan (2 Krn 10,5-12). Po Jerozolimie było najważniejszym miastem królestwa Judy, jednak znacząco ustępowało stolicy, która zdecydowanie wyróżniała się wśród ośrodków miejskich Judy. Powierzchnia Lakisz wynosiła 20 akrów, podczas gdy Jerozolimy – 120 akrów. Oblężone i zdobyte w 701 r. p.n.e. podczas trzeciej kampanii wojennej asyryjskiego króla Sennacheryba, co zostało przedstawione na serii reliefów z Pałacu Południowo-zachodniego w Niniwie oraz opisane w rocznikach Sennacheryba. W okresie podbojów Nabuchodonozora II (dwa oblężenia Jerozolimy 597-587 p.n.e.), miasto to zostało zdobyte i spalone przez Babilończyków w 586 r. p.n.e.

## Archeologia

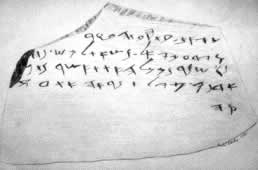
Fragment jednego z Listów z Lakisz.

Znaleziska archeologiczne w Lakisz dostarczają informacji dotyczących budownictwa z różnych epok. W I połowie II tysiąclecia p.n.e. miasto otoczone było stokiem bojowym oraz znajdował się w nim pałac składający się z centralnego dziedzińca otoczonego pomieszczeniami. Strefa pałacowa oddzielona była od reszty miasta. W II połowie II tysiąclecia p.n.e. miasto otoczono murami obronnymi. Z tego samego okresu pochodzą najstarsze znalezione w mieście pozostałości świątyń, z których trzy, zbudowane kolejno w tym samym miejscu, znajdowały się poza murami miasta, natomiast czwarta w centralnej części tellu. Izraelici wznieśli w Lakisz, w różnych okresach, silne umocnienia. Znaleziono również pozostałości perskiej rezydencji z przełomu V i IV w. p.n.e.
Poza budynkami w Lakisz odnaleziono także inne świadectwa kultury materialnej, izraelskiej i przedizraelskiej. Przykładem mogą być tu Listy z Lakisz pisane przez niejakiego Hoszajahu do jego dowódcy. Składają się one z 22 ostrakonów.